# TestDisk
TestDisk es una utilidad para la recuperación de datos licenciada como software libre. Fue desarrollado principalmente para ayudar a recuperar datos perdidos en particiones y para reparar discos de arranque, problemas causados por software defectuoso, algunos tipos de virus o errores humanos (como borrar la tabla de particiones).
TestDisk puede ser usado para obtener información detallada de un disco corrupto la cual puede ser enviada a un técnico para un análisis más detallado.

## Sistemas operativos soportados
TestDisk puede ser usado en los siguientes sistemas operativos:
- DOS
- Microsoft Windows: NT4, 2000, XP, 2003, Vista, Windows 7 y Windows 10
- GNU/Linux (a partir del núcleo 2.4).
- FreeBSD, NetBSD, OpenBSD
- SunOS
- Mac OS X
- OS/2 (de forma no oficial)

## Tipos de tabla de particiones soportados
TestDisk reconoce los siguientes tipos de tabla de particiones
- Apple partition map
- Tabla de particiones GUID
- PC/Intel MBR
- Sun Solaris
- XBox fixed partitioning scheme

También funciona en dispositivos de almacenamiento sin tabla de particiones.

## Recuperación de particiones
TestDisk consulta al BIOS o al sistema operativo para encontrar los dispositivos de almacenamiento (discos duros, tarjetas de memoria...) y sus características (dirección lógica de bloques tamaño y geometría de CHS).
TestDisk puede:
- Recuperar particiones borradas
- Reconstruir tablas de particiones
- Reescribir el Master boot record (MBR)

TestDisk hace un chequeo rápido de la estructura de disco y la compara con la tabla de particiones para corregir errores de entrada.
A continuación busca particiones pérdidas de estos sistemas de archivos:
- BeOS
- BSD disklabel (FreeBSD/OpenBSD/NetBSD)
- Cramfs (Compressed File System)
- DOS/Windows FAT 12, 16, y 32
- Windows exFAT
- HFS, HFS+ y HFSX, Hierarchical File System
- Journaled File System (JFS)
- Linux ext2, ext3 y ext4
- Linux RAID (1, 2, 3, 4, 5 y 6)
- Linux Swap (versiones 1 and 2)
- Logical Volume Manager (LVM y LVM2)
- Novell Storage Services (NSS)
- NTFS (Windows NT, 2000, XP, 2003, Vista, 2008, y 7)
- ReiserFS 3.5, 3.6 y 4
- Sun Solaris i386 disklabel
- Unix File System UFS y UFS2 (Sun/BSD/…)
- XFS

Sin embargo le corresponde al usuario mirar la lista de posibles particiones encontradas por la aplicación y seleccionar aquellas que hayan sido utilizadas justo antes de que el dispositivo fallara al momento de arrancar o aquellas que hayan sido perdidas. En algunos casos, especialmente luego de haber iniciado una búsqueda detallada de particiones, TestDisk puede mostrar datos que son simplemente remanentes de particiones que han sido borradas y sobreescritas hace mucho tiempo.
Una guía paso a paso explica cómo usar este software. TestDisk puede ser usado en procedimientos de computación forense, ya que soporta el tipo de archivo EWF usado por el software de análisis de discos duros EnCase.

## Reparación de sistemas de archivos
TestDisk puede tratar con algunos problemas específicos de sistemas de archivos:
- Tabla de asignación de archivos, FAT por sus siglas en inglés[8]
  - FAT12 y FAT16
    - Encontrar parámetros válidos para reescribir el sector de arranque
    - Usar dos copias de FAT para escribir una estructura coherente

  - FAT32
    - Encontrar parámetros válidos para reescribir el sector de arranque
    - Restaurar el sector de arranque (informática) usando su copia de seguridad
    - Usar dos copias de FAT para escribir una estructura coherente
- NTFS[9]
  - Encontrar parámetros válidos para reescribir el sector de arranque
  - Restaurar el sector de arranque usando su copia de seguridad
  - Restaurar la Tabla Maestra de Archivos, MFT (por su acrónimo en inglés, Master File Table)
- ext2, ext3 y ext4
  - Encontrar una copia de seguridad del superbloque para ser usado con fsck[10]
- HFS+
  - Restaurar el sector de arranque usando su copia de seguridad

## Recuperación de archivos
Cuando un archivo es eliminado, la lista de clusters ocupada por el archivo es borrada, marcando esos sectores como disponibles para ser usados por archivos posteriormente creados o modificados. Si los clusters no han sido sobreescritos, TestDisk puede recuperar archivos de los siguientes sistemas de archivos:
- FAT[11]
- NTFS[12]
- ext2[13]

## Recepción
TestDisk y PhotoRec han sido descargados más de 150.000 veces de su página oficial en julio de 2008.
Estas utilidades pueden ser encontradas en múltiples distribuciones Linux en formato Live CD:
- Recovery Is Possible
- Knoppix STD
- GParted Live CD
- Iloog
- Parted Magic
- PLD Live CD y PLD RescueCD, basados en PLD Linux Distribution
- Slax-LFI, una distribución Linux basada en Slax
- SystemRescueCD
- Trinity Rescue Kit
- Ubuntu Rescue Remix, una distribución Linux basada en Ubuntu

También han sido empaquetados para múltiples distribuciones Linux, entre ellas:
- ALT Linux[14]
- ArchLinux Extra Repository[15]
- Debian main[16]
- Fedora[17]
- Red Hat Epel[18]
- FreeBSD ports[19]
- Gentoo[20] y Gentoo Portage[21]
- Source Mage GNU/Linux[22]
- Ubuntu[23]